# بريتشي
بريتشي (بالإيطالية: Preci)‏ هي بلدية في مقاطعة بيرودجا في إقليم أومبريا في إيطاليا.

## السكان
في سنة 1861 بلغ عدد السكان 3٬074 نسمة، وتطور العدد ليصل في سنة 2011 لـ 757 نسمة.
يظهر هذا المخطط البياني تطور النمو السكاني لـ بريتشي